# Don Creech
Don Creech (New York, 30 oktober 1948) is een Amerikaans acteur die in verschillende films heeft gespeeld. Hij is het bekendst door zijn rol als scheikundeleraar van Ned en Moze in Ned's Declassified School Survival Guide.

## Filmografie

### Film
- Léon (1994)
- Flirting with Disaster (1996) als een politieagent
- Henry Fool (1997) als Owen Feer
- The Tavern (1999) als Shank
- 8MM (1999) als Mr. Anderson
- Wirey Spindell (2000 als een professor
- The Island (2005)
- Good Night, and Good Luck (2005) als Kolonel Jenkins
- X-Men: First Class (2011) als William Stryker

### Televisie
- Law & Order:
  - Seizoen 7, Aflevering 15 (1997) als Carl Thurston
  - Seizoen 9, Aflevering 22 (1999) als Tom Smith
- Third Watch (1999) als Reilly
- Law & Order: Special Victims Unit (1999)) als Atkins
- Ed (2001)
- CSI: Miami (2002) als Captain Bob Mortin
- In Justice (2006) als Fred Lisco
- Ned's Declassified School Survival Guide (2007) als Mr. Sweeney